# Felix și Otilea
Felix și Otilea este un sitcom românesc, interpretat de trupa de umor Divertis, în colaborare cu Monica Anghel și Jojo (Cătălina Ionescu).
Acest serial prezintă aventurile unei familii interlope, conduse de liderul autoritar Felix Caraiman. Numele acestui serial parodiază titlul unui film din 1972, care ecraniza romanul Enigma Otiliei de George Călinescu.

## Personaje

### Personaje văzute

#### Personaje permanente

##### Felix Caraiman
Articol principal: Felix Caraiman.
Este capul familiei, joacă rolul unui don, interpretat de Ioan Gyuri Pascu. Are multiple defecte de vorbire, între care bâlbâiala și pronunția incorectă a sunetului ∫. Felix este un împătimit al micilor, consumându-i în toate formele. Nu cunoaștem date precise din biografia lui, ci doar existența fratelui său, Vlahopol Caraiman.

##### Otilea Caraiman
Joacă un rol important în serial, în interpretarea solistei Monica Anghel. O femeie puternică, abilă, care își exercită un control deosebit asupra tuturor celor din jur. Este amanta lui Vlahopol, dar, totodată, dedicată lui Felix. Împărtășește, însă, defectele familiei: aviditatea exagerată față de bani (mai ales de euro), pe care îi strânge, îi găsește, îi fură în cele mai diverse moduri.
O fire intransigentă, dă dovadă de o grijă maternă exagerată față de fiul ei, Riciu.

##### Riciu Caraiman
Fiul lui Felix și al d-nei Otilea, Riciu este repetent și dezinteresat de școală, are un accent de om incult și nu se poate despărți de termenii argotici („gagică”, „martaloagă”). Dacă în primele episoade, se străduia din greu să învețe acțiunea din „Baltagul” de Mihail Sadoveanu, mai încolo obsesia sa devina piesa „Apus de soare” de Barbu Ștefănescu Delavrancea.
Printre pasiunile sale se numără motocicleta, de care este nedespărțit, și Natașa, care, din păcate, nu-i împărtășește sentimentele.
Numele său provine de la parodierea numelui lui Richie Rich, copilul-magnat al familiei Rich, din serialul omonim. În serial, acest personaj aparține lui Daniel Buzdugan.

##### Vlahopol Caraiman
Fratele „ascuns” al lui Felix, se întâlnește ani mai târziu cu acesta, după ce au crescut despărțiți. Vlahopol este un folkist (interpret de muzică folk), cu chitara omniprezentă, locuiește în garajul casei Caraiman.
Susține că este adevăratul compozitor al multor șlagăre din ziua de astăzi, este un fan înrăit al lui Bob Dylan, al cărui nume îl pronunță întotdeauna greșit: [Vov Dylan]. Își petrece vacanțele în renumita stațiune Vama Veche, mai ales la festivalul Stufstock.
Este amantul secret al d-nei Otilea, aflându-se în relații tensionate cu Felix. Personajul lui Vlahopol este interpretat de Cătălin Mireuță.
Originea personajului este în schița radiofonică Divertis din anul 1996, "Viața la Țară - Maniacul".

##### Tănase
Tănase este echivalentul unui consiglieri, omul de încredere al lui Felix Caraiman. Este șeful direct al „gorilelor” Tractor (Silviu Petcu) și Corbu (Doru Pârcălabu), care, ulterior, a părăsit serialul. Tănase este majordom, bucătar, și principala persoană care complotează, alături de Felix, împotriva fraților Cărămidă.
Personaj foarte loial lui Felix, este interpretat de Grețcu.

##### Natașa
Natașa este atrăgătoarea menajeră a familiei Caraiman. În jurul locului ei de origine se creează o ambiguitate: în perioada scandalului internațional pricinuit de închiderea școlilor românești din Tiraspol, ea provenea din capitala Transnistriei, dar mai apoi, diverse replici ne indică proveniența ei din Chișinău. Nutrește o pasiune pentru un personaj nevăzut, dar adeseori menționat – Nikita.
Este interpretată de artista Jojo (Cătălina Ionescu).

##### Tractor
Interpretat de Silviu Petcu, este finul și slujitorul dedicat, dar îngust la minte al lui Felix Caraiman. El primește ordine directe în principal de la Tănase, rareori de la Felix, Otilea sau Riciu. Nu prea interacționează cu celelalte personaje.
Obiectivul său suprem este de a bate pe oricine întâlnește, mai ales pe rivalul lui Felix, Cărămidă.
Deși colabora bine cu Corbu, și mai apoi, doar cu Tănase, nu își duce niciodată ordinele la îndeplinire.

##### Corbu
Odinioară tovarăș al lui Tractor și subordonat lui Tănase, este încarcerat la Rahova, în locul nașului său, Felix, cu care a făcut un schimb involuntar de identități. Se întoarce un an mai târziu, complet schimbat, aflat sub influența colegului său de celulă, Miron Cozma, cu ale cărui idei și înfățișare ajunge să se identifice. Astfel, fostul lider al minerilor din 1990 este intens parodiat de-a lungul câtorva episoade.
Este alungat de Felix și dispare din serial. Personajul lui Corbu este interpretat de Doru Pârcălabu.

#### Personaje episodice

##### Tamara Cernobîl
Este mătușa d-nei Otilea, o parodie după scandalul mătușii Dana Năstase, soția fostului premier român Adrian Năstase. În urma acestui scandal, răposata mătușă Tamara a lăsat o moștenire de un milion de dolari familiei Năstase, fapt ce a făcut să crească suspiciunile la adresa averii reale a fostului președinte al Camerei Deputaților. La fel ca adevărata mătușă Tamara, și acest personaj este purtătorul unei moșteniri impresionate, mult dorite de toți membrii familiei. Nu de puține ori, Felix și Riciu apelează la diverse trucuri pentru a intra în posesia acestei averi.
După ce Tractor a dinamitat cufărul mătușii Tamara, s-a dovedit prin probe fotografice faptul că avea legături puternice cu liderii comuniști, sovietici și români, dintre care s-a evidențiat Ion Iliescu (interpretat de Cristian Grețcu), care a vizitat-o în casa Caraiman.
Legătura puternică cu sovieticii este evidențiată prin nume și prin aviditatea crescută față de vodcă, pe care o servește alături de Natașa, singura persoană cu care vorbește.

##### Johann von Caraiman
Este numit „unchi” de toți membrii familiei, deci nu știm gradul exact de rudenie cu familia din prim-plan. Locuiește în Berlin și scopul său principal este să-l sărăcească total pe Felix, deși se înțelege bine cu Riciu. (interpretat de Florin Constantin)

### Personaje nevăzute

#### Nikita
Nikita este pasiunea Natașei, aflat cel mai probabil la Chișinău. În ciuda avansurilor lui Riciu și lui Felix, ea rămâne fidelă acestei relații la distanță.

#### Cărămidă
Dacă la început au fost Frații Cărămidă, unul dintre ei s-a împușcat în fața lui Riciu, și a rămas unul singur. Totuși, rivalitatea dintre Cărămidă și Felix a rămas aceeași.